# Hexano-2,5-diona
Hexano-2,5-diona, também chamada de 2,5-hexanediona ou acetonilacetona, é uma dicetona alifática. Em humanos, é um metabólito tóxico do hexano e da 2-hexanona.

## Síntese
Um processo para a produção de 2,5-hexanodiona tem sido descrito, por hidrólise da lactona de ácido alfa-acetil-gam1na-ciano-gama-hidroxivalérico na presença de álcali e com a inclusão de sulfato ferroso o qual complexa o subproduto ácido hidrociânico formado durante a hidrólise, evitando assim a sua posterior reação e degradação do produto dicetona.

## Usos
Acetonilacetona pode ser usado na síntese de isocarboxazida, rolgamidina, e mopidralazina.

## Sintomas de intoxicação
A toxicidade crônica do hexano é atribuída a hexano-2,5-diona. Os sintomas são formigamentos e cólicas nos braços e pernas, seguido de fraqueza muscular geral. Em casos graves, atrofia dos músculos esqueléticos é observada, conjuntamente com perda de coordenação e problemas de visão.
Sintomas semelhantes são observados em modelos animais. Eles estão associados a uma degeneração do sistema nervoso periférico (e eventualmente o sistema nervoso central), começando com as porções distais dos axônios dos nervos mais longos e mais largos.

## Mecanismo de ação
Parece que a neurotoxicidade da 2,5-hexanediona reside em sua estrutura γ-dicetona visto que 2,3-, 2,4-hexanodiona e 2,6-heptanodiona não são neurotóxicas, enquanto 2,5-heptanodiona e 3,6-octanodiona e outras γ-dicetonas são neurotóxicas. De fato, α-dicetonas mais elevadas, como 2,3-pentanodiona e 2,3-hexanodiona, são encontradas em pequenas quantidades em vários alimentos. Elas são usadas como componentes de aroma em bebidas sem álcool e em produtos de padaria.
2,5-Hexanediona reage com resíduos críticos de lisina em proteínas axonais por formação de  base de Schiff seguida por ciclização resultando pirróiss. Oxidação dos resíduos de pirrol então causam reticulação (“cross-linking”) entre duas proteínas n-hexano-modificadas. A desnaturação resultante das proteínas perturba o transporte e a função axonal e causa danos a células nervosas.